# لا شابيل
لا شابيل هي مدينة من مدن هايتي. يبلغ عدد سكانها 18,092 نسمة وذلك حسب إحصائيات سنة 2003. يبلغ ارتفاع المدينة عن مستوى سطح البحر قرابة 234 متر.